# Decagonocarpus oppositifolius
Decagonocarpus oppositifolius är en vinruteväxtart som beskrevs av Adolf Engler. Decagonocarpus oppositifolius ingår i släktet Decagonocarpus och familjen vinruteväxter. Inga underarter finns listade i Catalogue of Life.